# Турки в Хорватии
Хорватские турки (тур. Hırvatistan Türkleri, хорв. Turci u Hrvatskoj) — турецкое этническое меньшинство, которое проживает в Хорватии.

## История
Во время хорватско-османских войн XV и XVI веков некоторые части Хорватии были включены в состав Османской империи и заселены турками. Однако после окончания османского правления большинство из них отступило в другие части Румелии или Анатолии. Многие этнические турки в Хорватии сегодня являются выходцами из недавних иммигрантов, начиная с середины XX века.

## Культура
В Независимом государстве Хорватия Хорватская мусульманская типография выпускала журнал на турецком языке, предназначенный для турецкой общественности, европейских тюркологов и жителей Независимого Государства Хорватия, говорящих на турецком языке. Журнал назывался «Восток и Запад: культурный, экономический, социальный и политический журнал» (тур. Doğu ve Batı. Kültür, iktisat, sosyal ve siyasi mecmuası). Выходил с 6 апреля 1943 года по 15 августа 1944 года. Это был первый журнал на турецком языке на территории современной Хорватии и Боснии и Герцеговины и второй на территории бывшей Югославии.

## Численность
По переписи населения за 2011 год, численность турок в Хорватии составляет 367 человек.